# Hydraena sappho
Hydraena sappho är en skalbaggsart som beskrevs av Emile Janssens 1965. Hydraena sappho ingår i släktet Hydraena och familjen vattenbrynsbaggar. Inga underarter finns listade i Catalogue of Life.